# بارك نام-أوك
بارك نام-أوك (بالكورية: 박남옥)‏ (وبلغة هانغل): 박남옥؛ من مواليد 24 فبراير 1923 - والمُتوفاة في 8 أبريل 2017) هي مخرجة أفلام كورية. تُعتبر بارك أول امرأة كورية تقوم بإخراج فيلم محلي في بلدها. اشتهرت بارك بفيلمها الأول، النافذة The Widow، الذي صدر في مارس 1955. عاشت بارك في الولايات المتحدة.

## سيرتها الذاتية
أحبت بارك الأفلام كأي شخص شاب، وكانت من مشجعي الممثل كيم شين جاي. التحقت بارك بجامعة إيهوا للإناث ابتداءً من عام 1943، ولكنها انسحبت قبل التخرج للعمل كمراسلة في دايجو.
عملت بارك في شركة شوسن لصناعة الأفلام Chosun Film، ابتداءً من عام 1945 بعد تحرير كوريا من اليابان. دخلت بارك عالم الاستوديوهات من قِبَل المخرج يون يونج كيو، الذي تعرفت عليه من خلال صديق لها. شاركت بارك في كتابة فيلم النذر الجديد، A New Oath في عام 1947، والذي أخرجه شين كيونغ جيون. عملت بارك خلال الحرب الكورية في فيلم حرب حيث التقت بزوجها، لي بو را.
أخرجت بارك فيلمها النافذة The Widow في شتاء عام 1954 وهي تحمل طفلها الرضيع على ظهرها. قدّمت بارك وجبات لموظفيها أثناء تصوير الفيلم. كتب السيناريو زوجها وشاركت أختها في تأسيس شركة إنتاج، أطلق عليها اسم «الأخت للإنتاج Sister Productions»، لكنها لم تحقق نجاحًا تجاريًا وانتهت مسيرتها المهنية.
تمنح جائزة في مهرجان سول الدولي للأفلام النسائية مُسماة باسمها، ومُنحت الجائزة للمرة الأولى في عام 2008 إلى ييم سون راى.
تُوفيت بارك في 8 أبريل 2017 عن عمر يناهز 94 في منزلها في لوس أنجلوس بكاليفورنيا.